# Betty Gilpin
Betty Gilpin   (Nova York, 21 de juliol de 1986) és una actriu americana. És coneguda pel seu paper de Roman a Nurse Jackie. També ha aparegut a Law & Order: SVU, Medium, Fringe i Elementary.
Ha aparegut a Broadway en produccions com Heartless, I'm Gonna Pray for You So Hard i We Live Here.
Gilpin ha aparegut en pel·lícules com el thriller de misteri True Story (2015), la comèdia romàntica de ciència-ficció Future '38 (2017), la comèdia romàntica fantàstica Isn't It Romantic (2019), el drama A Dog's Journey (2019), i la comèdia d'acció Stuber (2019). El 2020, Gilpin va protagonitzar la pel·lícula de terror The Grudge, la pel·lícula de thriller de terror The Hunt i la comèdia d'acció Coffee & Kareem. Per The Hunt, va guanyar un Critics' Choice Super Awards a la millor actriu en una pel·lícula d'acció.
A l'octubre del 2016, va fer el paper de Debbie "Liberty Belle" Eagan a GLOW, una sèrie de comèdia de Netflix. La sèrie està basada en una lliga de lluita lliure professional de dones del mateix nom. És filla de l'actor Jack Gilpin.
El setembre de 2022, Betty va publicar el seu primer llibre, una col·lecció de 20 assajos titulada All the Women in My Brain: And Other Concerns.